# Tjchorotsqu (distrikt)
Tjchorotsqu (georgiska: ჩხოროწყუს მუნიციპალიტეტი, Tjchorotsqus munitsipaliteti) är ett distrikt i Georgien. Det ligger i regionen Megrelien-Övre Svanetien, i den nordvästra delen av landet. Administrativt centrum är orten Tjchorotsqu.